# Amundsenbaai
Amundsenbaai is een baai aan de kust van Enderbyland in Antarctica. De baai werd genoemd naar de Noorse poolreiziger Roald Amundsen.
Aan de baai bevindt zich een kleine kolonie van keizerspinguïns, met nog geen honderd paren.